# 福岡県道772号徳益蒲船津線
福岡県道772号徳益蒲船津線（ふくおかけんどう772ごう とくますかまふなつせん）は、福岡県柳川市を通る一般県道である。

## 概要
柳川市大和町徳益から柳川市三橋町柳河に至る。路線名になっている柳川市三橋町蒲船津を通過する。
全線が有明海沿岸道路一般部として整備され、上下線独立した2車線および歩道が確保されている。西鉄天神大牟田線をオーバークロスする。

### 路線データ
- 起点：福岡県柳川市大和町徳益（徳益交差点、国道208号交点、福岡県道771号谷垣徳益線終点）
- 終点：福岡県柳川市三橋町柳河（矢加部東交差点、福岡県道703号柳川筑後線交点）
- 総延長：2.2 km

## 歴史
- 2008年（平成20年）3月28日 - 福岡県告示第545号により、柳川市大和町徳益 - 三橋町柳河までの区間が当路線として指定され、柳川市大和町徳益 - 三橋町蒲船津の旧道の県道指定が解除される[1]。

## 路線状況

### 旧道
2008年（平成20年）3月29日に暫定開通した有明海沿岸道路の一般部のうち、柳川市大和町徳益から同市三橋町柳河までの区間が当路線として指定され、旧道は県道の指定を解除された。旧道と現道との直接接続はない。起点付近はすれ違い困難な狭隘道路となっており、西鉄天神大牟田線 徳益駅近くの踏切が変則交差点と重なっている。三橋町蒲船津で国道443号と重複する。三橋町磯鳥から福岡県道703号柳川筑後線と重複して沖端川の堤防を柳川市街地方面に向かい、御鷹見橋までの約900 mも元は当路線に指定されており、正式な終点はこの橋であった。

## 地理

### 通過する自治体
- 柳川市

### 交差する道路
| 交差する道路                      | 交差する場所 | 交差する場所          |
| --------------------------------- | ------------ | --------------------- |
| 国道208号 福岡県道771号谷垣徳益線 | 大和町徳益   | 徳益交差点 / 起点     |
| 国道443号                         | 三橋町蒲船津 | 蒲船津西交差点        |
| 有明海沿岸道路                    | 三橋町蒲船津 | 三橋IC                |
| 福岡県道703号柳川筑後線           | 三橋町柳河   | 矢加部東交差点 / 終点 |

### 交差する鉄道
- 西鉄天神大牟田線

### 沿線
- 柳川山門医師会看護高等専修学校
- 沖端川（新沖端川橋）
- 沖端川（磯鳥橋）
- 柳川自動車学校
- 西鉄天神大牟田線 徳益駅
- 柳川市役所三橋庁舎